# Shitalnath

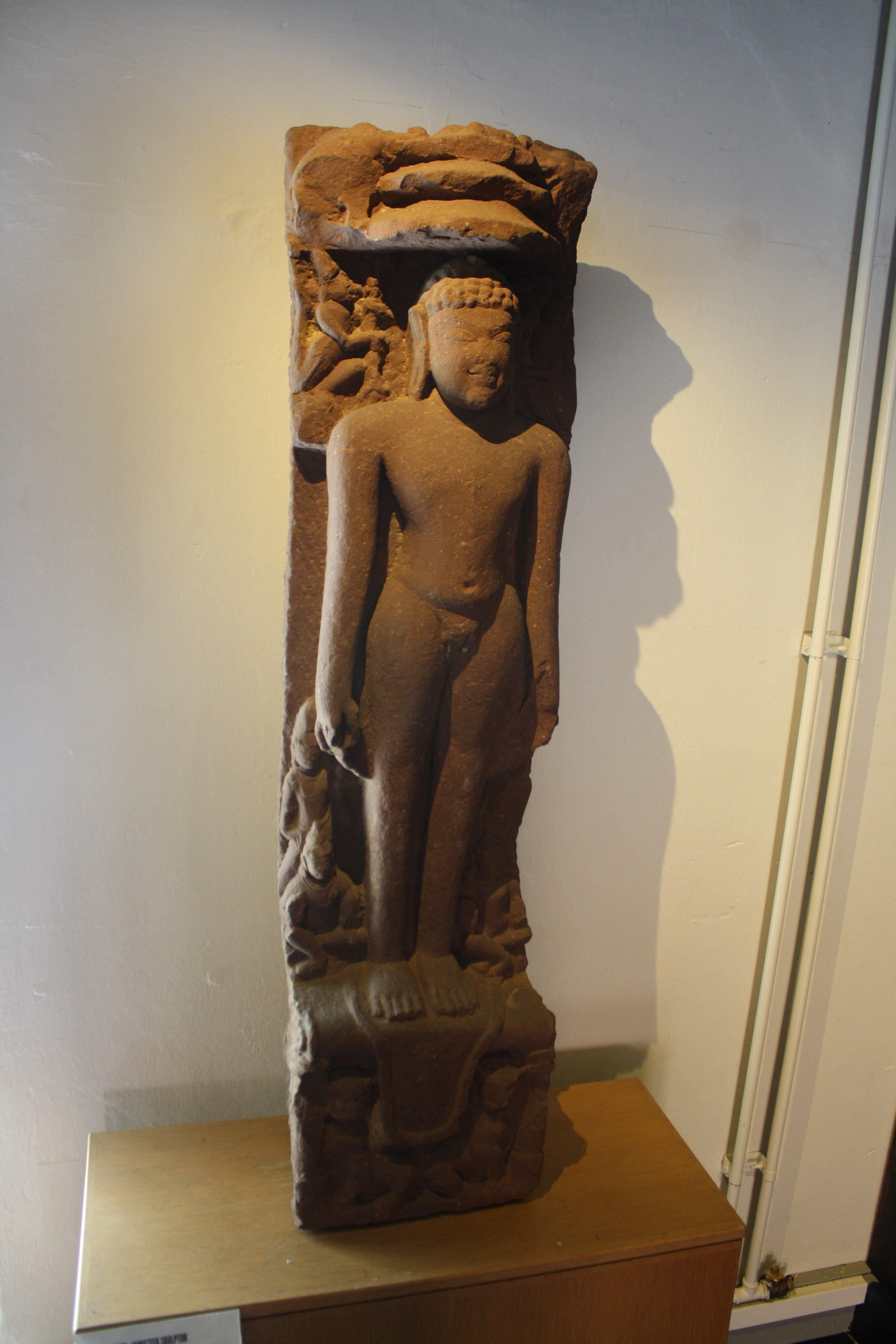
Un Tirthankara.

Shitalnath appelé aussi Shitala est le dixième Tirthankara, le dixième Maître éveillé du jaïnisme de l'époque actuelle. Il est né à Bhadrikapuri d'une lignée royale. Son nom Shitalnath vient de son calme. Régnant il était doué pour son sens de la planification et de la gestion administrative bien qu'il suive très tôt des cours de méditation. Il a atteint le nirvana au Mont Sammeda dans le Jharkhand en Inde, comme vingt des Tirthankaras. Son symbole est le shrivatsa, un losange porte-bonheur proche du nœud sans fin des bouddhistes. Certains historiens disent que l'arbre à souhait était son symbole.